# 尹德裕
尹德裕（?—?），字龍溪，祖伊子，贵州修文人，清朝政治人物，同進士出身。

## 生平
乾隆七年（1742年）壬戌科進士，三甲八十三名，官湖南武陵知縣。